# Turistická značená trasa 7626
 Turistická značená trasa 7626 je 1,5 km dlouhá zeleně značená trasa Klubu českých turistů v okrese Břeclav tvořící jednu z přístupových tras do Pavlovských vrchů Trasa se nachází na území CHKO Pálava.

## Průběh trasy
Turistická trasa má svůj počátek v centru Pavlova na rozcestí se zeleně značenou trasou 4565 z Nových Mlýnů do Horních Věstonic a Naučnou stezkou Děvín. Trasa opouští Pavlov po silnici jihozápadním směrem v souběhu s Vinařskou naučnou stezkou. Asi 300 metrů za vsí silnici i naučnou stezku opouští a po pěšině stoupá k severozápadu nejprve vinicemi a poté lesem do východního svahu Děvína na rozcestí opět se zeleně značenou trasou 4565 a naučnou stezkou Děvín, kde končí.

## Turistické zajímavosti na trase
- Kostel svaté Barbory v Pavlově
- Národní přírodní rezervace Děvín